# Nikolaus Freyberger
Nikolaus Freyberger (* 28. November 1865 in Kőszeg, Ungarn; † 10. Mai 1944 in Pinkafeld) war ein österreichischer Lederhändler und Politiker (CS). Freyberger war Abgeordneter zum Burgenländischen Landtag und Zweiter Landtagspräsident. Er war verheiratet. 
Nikolaus Freyberger wurde als Sohn des Gerbers Anton Freyberger aus Kőszeg/Güns geboren. Er besuchte die Volks- und Bürgerschule in Güns und war danach als Gerber und Lederhändler tätig. Nach seiner Heirat 1894 übersiedelte er nach Pinkafeld. 
Freyberger war Mitglied des Landesparteivorstandes der Christlichsozialen Partei im Burgenland sowie von 1926 bis 1932 Kassier. Er vertrat die Christlichsoziale Partei vom 13. November 1923 bis zum 15. Juli 1930 im Burgenländischen Landtag. Am 28. Oktober 1924 rückte er für Alfred Ratz als Zweiter Landtagspräsident nach, eine Funktion, die er zunächst bis zum 30. April 1925 ausübte. Danach war Freyberger zwischen dem 20. Mai 1927 und dem 15. Juli 1930 erneut Zweiter Landtagspräsident. Am 15. Juli 1930 legte Freyberger seine politischen Mandate nieder.